# Goppertsweiler
Goppertsweiler ist ein Ortsteil der baden-württembergischen Gemeinde Neukirch im Bodenseekreis.

## Geographische Lage
Das Dorf liegt in einer Talsenke der hügeligen Wald- und Kulturlandschaft westlich des Zusammenflusses von Oberer und Unterer Argen, rund zwei Kilometer südöstlich der Neukircher Ortsmitte.

## Geschichte
Goppertsweiler wurde erstmals 1275 als Pfarrdorf genannt. Der Ort gehörte von 1355 bis 1803 zum Kloster Weingarten und ab 1810 zu Flunau.
1838 wird Goppertsweiler in der Tettnanger Oberamtsbeschreibung als katholischer Pfarrweiler mit 89 Einwohnern, drei Stunden östlich von Tettnang und 443 württembergische Fuß über dem Bodensee gelegen, beschrieben.
Seit 1937 ist Goppertsweiler Ortsteil von Neukirch.

### Ortsname
Die Schreibweise des Ortsnamens, der auf den 872, 879 und 886 urkundlich belegten Priester Cozbret zurückgeht, hat sich über die Jahrhunderte immer wieder geändert, von Gotbrechtswiler (1275) über Gotprechtszwiller (1316), Goprehtswiler (1417), Gaperswile (1438) und Guppersweiler (1747) zum heutigen, seit 1838 gebräuchlichen Goppertsweiler.

## Pfarrkirche St. Martin

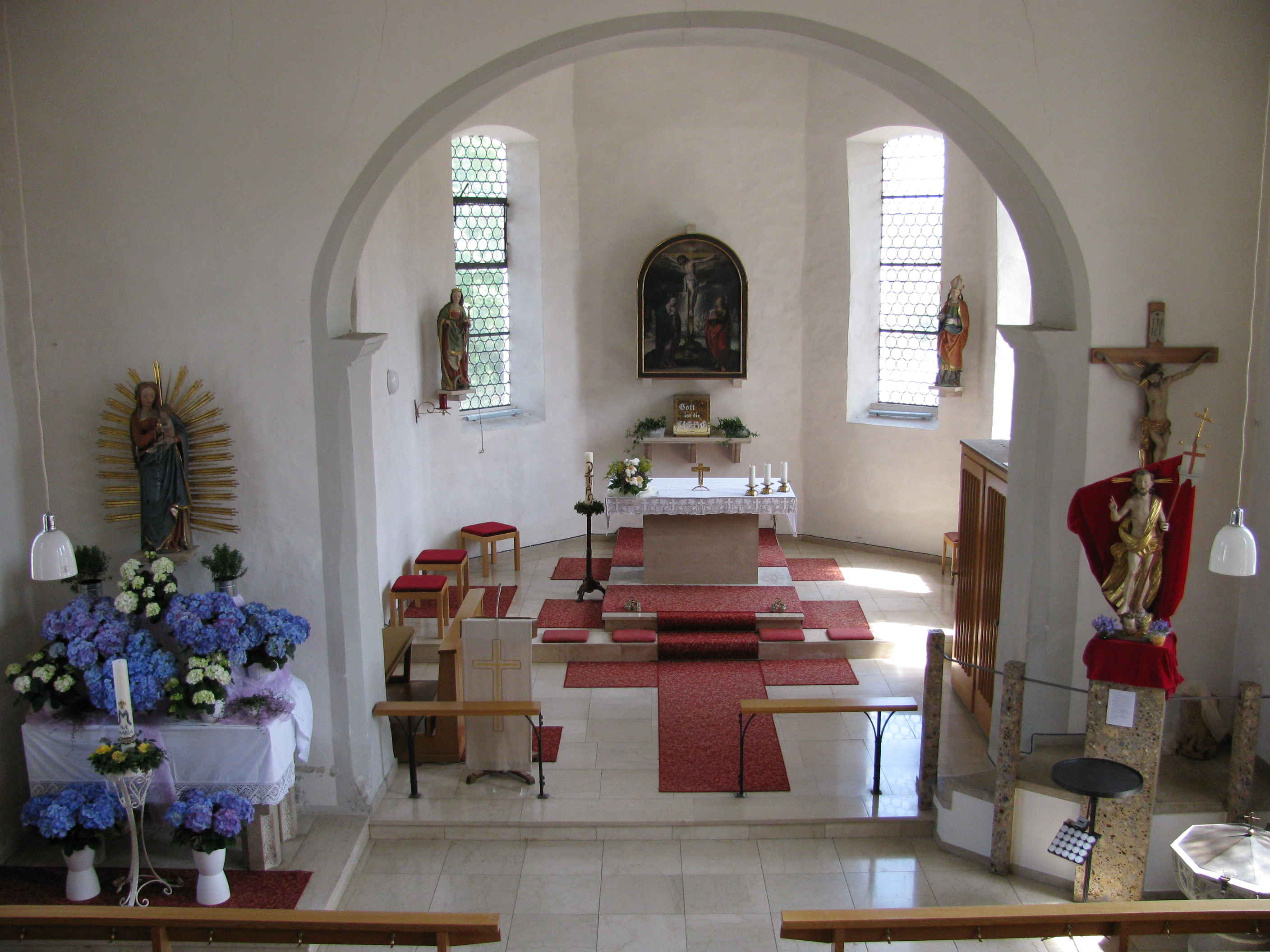
Pfarrkirche St. Martin, Innenansicht

Die katholische Pfarrkirche St. Martin steht auf mittelalterlichen Fundamenten aus groben Argenkieseln. 1275 wird an dieser Stelle erstmals ein Gotteshaus genannt. Der 21 Meter hohe Glockenturm mit Satteldach ist der älteste Teil der heutigen Kirche. Ihm schließen sich der Chor und das rund 22 Meter lange Kirchenschiff an. Die jetzigen Deckengemälde wurden 1894 vom Überlinger Maler und Restaurator Victor Mezger angebracht.
Die Pfarrei gehört zur Seelsorgeeinheit Argental und ist mit den anderen sieben Kirchengemeinden unter anderem durch den rund 32 Kilometer langen Glaubensweg verbunden.

## Verkehr
Goppertsweiler liegt an der Landstraße 333 von Tettnang nach Wangen.
Über die Linien 104 (Bodnegg–Amtzell–Neukirch), 105.1 (Bodnegg–Hergensweiler–Neukirch–Neuravensburg–Niederwangen) und 7545 (Ravensburg–Tettnang–Neukirch–Wangen) des Bodensee-Oberschwaben Verkehrsverbunds (bodo) ist Goppertsweiler in das Netz des öffentlichen Nahverkehrs eingebunden.